# Prague 3
Prague 3, officiellement district municipal de Prague (Městská čast Praha 3), est une municipalité de second rang à Prague, en Tchéquie. Le district administratif (správní obvod) du même nom comprend les arrondissements municipaux de Prague 3 et de Žižkov, et partie de Vinohrady, Vysočany et Strašnice. Les bureaux de la municipalité se trouvent dans l'ancien hôtel de ville de Zizkov.